# Hillsborough, North Carolina
Hillsborough är administrativ huvudort i Orange County i North Carolina. Orten har fått sitt namn efter Lord Hillsborough. Enligt 2010 års folkräkning hade Hillsborough 6 087 invånare.